# Giorgio Michetti (aviatore)
Giorgio Michetti (Francavilla al Mare, 29 maggio 1888 – Roma, 4 febbraio 1966) è stato un ufficiale e aviatore italiano, pluridecorato con medaglia d'argento al valor militare. Asso dell'aviazione da caccia, è accreditato di 5 abbattimenti durante la prima guerra mondiale.

## Biografia
Giorgio Michetti nacque a Francavilla al Mare nel 1888, figlio di Francesco Paolo Michetti famoso pittore, fotografo e scultore. Per scelta del padre, non frequentò nessuna scuola, ma divenne ugualmente una persona colta crescendo in un ambiente culturalmente evoluto. Per esempio conobbe personalmente Gabriele D'Annunzio.

## La prima guerra mondiale
Fu pioniere dell'aviazione e allo scoppio della prima guerra mondiale si offrì volontario pilota nel Corpo aeronautico militare del Regio Esercito. Inizialmente venne assegnato alla ricognizione con il grado di sergente, ma nel 1917 superò gli esami per ufficiale di complemento e venne accontentato e trasferito alla 76ª Squadriglia Caccia. Il reparto era equipaggiato con i biplani Hanriot HD.1 e Michetti iniziò a personalizzare i suoi come uso dell'epoca scegliendo come propria insegna un cavalluccio marino.. Arrivò alla squadriglia in tempo per prendere parte il 26 dicembre 1917 alla battaglia di Istrana, il più importante combattimento aereo avvenuto sul Fronte italiano. Nell'occasione  abbatté il suo primo aereo, e viste le condizioni difficili venne decorato con la sua prima medaglia d'argento al valor militare. Presso la squadriglia legò con Silvio Scaroni con il quale aveva condiviso l'iter militare, partendo entrambi da soldati semplici e divenendo ufficiali di complemento piloti da caccia. Scaroni terminerà il conflitto con oltre trenta abbattimenti rivendicati di cui 27 riconosciuti, il che ne farà il pilota di maggior successo della squadriglia e il secondo asso dell'aviazione italiana dietro Francesco Baracca. A Michetti vengono riconosciute cinque vittorie aeree delle otto che rivendica, riuscendo così a diventare un asso dell'aviazione e ricevere una seconda medaglie d'argento al valor militare.
Conquistò notevole fama per i suoi scherzi di cui furono vittime amici e nemici. Famoso rimane il suo bombardamento di una base Austro-Ungarica con una cassa piena di topi. Presso il reparto era invece oggetto del suo spirito l'altro asso Amedeo Mecozzi futuro teorico della guerra aerea e da lui soprannominato "Catone". Con Mecozzi frequentemente ironizzò sulle ermetiche scritte dapprima in latino e poi in italiano con le quali il collega decorava i propri velivoli, invitandolo a cambiarle più volte instillando il dubbio che portassero sfortuna.
Ottenne l'ultima vittoria il 24 giugno 1918, dopo di che per una distrazione imputata alla sua esuberanza e indisciplina, si scontrò con un altro aereo in atterraggio e venne trasferito alla scuola di tiro aereo di Furbara per i pochi mesi restanti del conflitto.

## Il dopoguerra
A guerra finita rimase in servizio in aviazione e nel 1925 entrò in politica. Morì a Roma nel 1966.